# SpeedFan
SpeedFan est un logiciel gratuit qui permet de lire les températures, les tensions, les vitesses de rotation des ventilateurs des différents composants d'un ordinateur sous Windows. Il peut ajuster les ventilateurs en fonction de la température des éléments auxquels sont associés ces ventilateurs, et permettre ainsi de réduire le bruit et la consommation électrique.
Son utilisation est particulièrement recommandée lors de tentatives d'overclocking.

## Analyse en ligne de disque dur en profondeur
SpeedFan offre une fonctionnalité nommé "analyse en ligne en profondeur ("in-depth online analysis") qui compare les données S.M.A.R.T. d'un disque dur à celles d'autres utilisateurs de SpeedFan grâce à une base de données disposant de modèles statistiques permettant de détecter de manière précoce des disques durs potentiellement dégradés. Des messages informent l'utilisateur concernant des problèmes et des situations spécifiques, dont Almico dit qu'elles sont “comme si un expert humain avait examinée les données”.